# 5-(2-Aminopropyl)indol

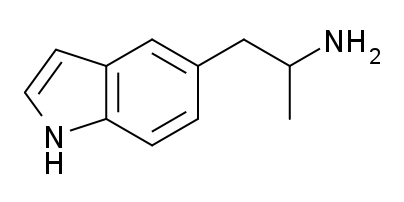
Strukturformel

5-(2-Aminopropyl)indol, även kallad 5-IT och 5-API, är ett indolderivat med effekt av psykostimulantia. Det har sålts som nätdrog från 2011 och har under 2012 satts i samband med flera dödsfall.

## Kemi
5-IT är en positionsisomer till tryptaminen alfa-metyltryptamin (αMT), men är inte själv en tryptamin eftersom indolringen i 5-IT finns i 5-position snarare än i 3-position som i tryptaminer. 5-IT är kemiskt närmare fenetylaminderivat såsom 5-APB, som är motsvarande substans med en bensofuranring (syre som heteroatom) istället för indolring (kväve som heteroatom). Detta reflekteras i substansens effekter när den används som drog, som uppges vara stimulerande snarare än psykedeliska.

## Effekter och dödsfall
5-IT är ej framtagen som läkemedelssubstans. Alexander Shulgin nämner 5-IT mycket kort i sin bok TiHKAL, och rapporterar om effekter vid en oral dos av 20 mg. Doser runt 100 mg tycks ha varit vanligen förekommande hos droganvändare, sedan 5-IT började bli tillgängligt som nätdrog under 2011. Symptom vid användning inkluderar utvidgade pupiller, svettningar, motorisk oro, myrkrypningar, förvirring, uppjagad stämning, ångest, hög puls, högt blodtryck och hög kroppstemperatur.
I Sverige har intag av 5-IT satts i samband med flera dödsfall under första halvan av 2012. Rättsmedicinalverket upptäckte i juli 2012 en koppling till förekomst av 5-IT i 14 dödsfall, efter genomförda obduktioner. Samtliga döda var unga män i 20- till 30-årsåldern. I minst några av fallen bedöms förgiftning av 5-IT vara dödsorsaken. 5-IT var det enda drogfyndet i två fall, och i de övriga förekom 5-IT i kombination med andra droger eller läkemedel hos de avlidna.

## Reglering
I mitten av 2012 var 5-IT inte specifikt narkotikaklassat i något land, så vitt bekant, eftersom drogbruk av substansen var nytt förekomma. 5-IT torde dock i några länder kunna omfattas av förbud i kraft av att det är en analog till αMT respektive MDA.
I Sverige begärde Folkhälsoinstitutet 26 juli 2012 till Regeringen att 5-IT skall tas upp i förteckningen i Lagen om förbud mot vissa hälsofarliga varor. Även innan dess kan tullbeslag ske med stöd av Förstörandelagen.